# Domenico Pelli
Domenico Pelli (Aranno, 3 gennaio 1657 – Rendesburgo, 24 gennaio 1728) è stato un architetto e imprenditore svizzero, di origini ticinesi.

## Biografia
Nacque da Pietro e da Margherita della Giovanna in un contesto, quello malcantonese, che favoriva il fiorire di una classe di architetti-imprenditori "destinati a fama e fortuna partendo dal basso". Verso il 1682 si recò a Strasburgo, dove lavorò con Sébastien Le Prestre de Vauban e si specializzò come architetto di fortificazioni.
Nel 1688 si trasferì in Danimarca e si mise al servizio di Cristiano V, per il quale progettò e realizzò numerose installazioni militari e loro ristrutturazioni. Fra le opere più importanti di questo periodo si segnalano quelle alla fortezza di Odesloo (1688), l'ampliamento del Castello di Cronburgo (1688-91) e la fortificazione della città di Rendesburgo (1690). Nel 1697 venne nominato architetto militare di corte, ricevendo il grado di tenente quartiermastro generale.
Col nuovo secolo si spostò a Copenaghen, dove rimase fino al 1706. Nella capitale progettò e costruì il vecchio Teatro dell'Opera (1701), la Chiesa del Kastellet (1703-04) e la Chiesa del Garnisons (1704-06), oltre ad alcuni palazzi signorili. Successivamente operò nell'Holstein, possedimento danese in Germania, dove tornò ad occuparsi di costruzioni militari, realizzando interventi al Castello di Gottorp e la cinta fortificata di Glückstadt.